# Varhaňovce
Varhaňovce jsou obec na Slovensku v okrese Prešov. Žije zde přibližně 1 600 obyvatel. První písemná zmínka o obci pochází z roku 1393.